# The Zombies
The Zombies is een Britse band uit de jaren zestig, die weer actief werd in de 21ste eeuw.
De oorsprong van de groep ligt op de school van St Albans. Daar vormden toetsenist Rod Argent, zanger Colin Blunstone en gitarist Paul Atkinson in 1961 een bandje, samen met bassist Paul Arnold en drummer Hugh Grundy. Aanvankelijk bleven de optredens beperkt tot de school zelf en de Old Verulamians Rugby Club. Aanvankelijk traden zij op als The Mustangs, maar besloten hun naam te veranderen. Arnold zou de naam The Zombies hebben voorgesteld. Zelf koos hij als achttienjarige voor een studie medicijnen. Zijn plaats als bassist werd ingenomen door Chris White. Na het winnen van een talentenjacht, kreeg de groep in 1964 een platencontract bij Decca.
Het eerste nummer dat werd uitgebracht was een compositie van Argent: She's Not There. Het nummer werd in juli 1964 uitgebracht, met You Make Me Feel Good, van de hand van White, op de B-kant. Het werd een van de grootste successen van the Zombies, met hoge noteringen in onder meer het Verenigd Koninkrijk zelf (twaalfde in de UK Singles Chart), het Europese vasteland en in de Verenigde Staten (eerste op de Cashbox-lijst, tweede in de Billboard Hot 100). De opvolgers van deze eerste single werden Leave Me Be en Tell Her No, waarvan alleen de laatste een bescheiden hitnotering haalde.
Door het succes van She's Not There had de groep wel voldoende werk en gelegenheid om ook buiten het thuisland te toeren. Toch wilden de bandleden andere wegen op en in 1967 viel het besluit om te stoppen. Voor het zover was, gingen the Zombies nog eenmaal de studio in voor de opname van het album Odessey and Oracle. Met nummers als This Will Be Our Year en Time of the Season geldt dit album nog steeds als klassieker voor liefhebbers van psychedelische pop terwijl het ook een bron van inspiratie was en is voor honderden bands die in de voetsporen van The Zombies wilden treden. Time of the Season werd wereldwijd een grote hit en dat leidde tot de vraag naar concerten. De vijf Zombies weerstonden echter de roep om weer bij elkaar te komen. Zo kon het gebeuren dat een totaal andere band onder hun naam ging optreden, om het hitsucces van Time of the Season uit te buiten. Rod Argent had inmiddels samen met Russ Ballard de band Argent gevormd, terwijl Blunstone, na enkele jaren in de verzekeringssector te hebben gewerkt, een redelijk succesvolle solocarrière begon, om later regelmatig de zang te verzorgen op albums van The Alan Parsons Project.
In 1990 verscheen er nieuw werk onder de naam The Zombies. Het betrof een gedeeltelijke reünie waaraan alleen Blunstone, White en Grundy meededen. Argent en Atkinson vervulden beide alleen een kleine gastrol op het album Return of The Zombies, ieder in een nummer. Deze reünie was van korte duur. Vanaf 2000 werken Blunstone en Argent echter weer regelmatig samen.

## Nieuwe start
Nadat Blunstone en Argent in 2000 begonnen samen te werken en op te treden, wat resulteerde in een nieuw album (Out of the Shadows), besloten ze tijdens de productie van een andere nieuwe cd de naam The Zombies opnieuw te gebruiken. Dit omdat enkele nummers van As Far as I Can See, de naam van het nieuwe album, herinneringen opriepen, in de woorden van Rod Argent, aan de sound van The Zombies uit de jaren zestig. Chris White zong op enkele nummers mee.
Begin 2004 werd een concert georganiseerd ter ere van Paul Atkinson waarbij hij de Recording Academy's President's Merit Award kreeg. De show kende tevens een (uniek) optreden van de vijf oorspronkelijke Zombies. Atkinson overleed in april 2004  aan kanker.
Argent en Blunstone gingen na het uitbrengen van As Far as I Can See op tournee als The Zombies. De groep werd aangevuld met een tourband, met onder meer bassist Jim Rodford. Deze versie van de band treedt nog steeds op. In het najaar van 2004 traden zij voor het eerst sinds decennia in Amerika (oktober) op en maakten zij ook een succesvolle theatertour in Nederland (november/december).
In 2005 kwam de film Dear Wendy uit, een film van Thomas Vinterberg, geschreven door Lars von Trier. De soundtrack van deze film bestaat uitsluitend uit muziek van The Zombies, waaronder nummers als Time of the Season en She's Not There.
In 2008 traden de vier overgebleven oorspronkelijke Zombies meermalen op, aangevuld door andere muzikanten. Tijdens deze optredens werd het album Odessey and Oracle integraal uitgevoerd dat zo, veertig jaar na de opnamen, voor het eerst live te horen was. Deze concerten verschenen zowel op cd als dvd.
In de jaren 2010 brachten The Zombies, nog steeds met de kernleden Blunstone en Argent, twee albums uit met hoofdzakelijk gloednieuwe nummers: Breathe Out, Breathe In in 2011 en Still Got That Hunger in 2015. Net als in de jaren zestig hebben hun songs heel sterke melodieën, maar de stijl is minder psychedelisch en wat meer Amerikaans klinkend.
Eind 2015 gingen Blunstone, Argent, White en Grundy samen met de leden van de tourband op tournee door de Verenigde Staten om ook daar Odessey and Oracle live uit te voeren.
In 2023 brachten de Zombies een nieuw album uit, Different game.
In juli 2024 maakte de band bekend dat Rod Argent niet langer meer met de band zou optreden nadat hij een beroerte had gehad. Wel zal hij blijven bijdragen aan opnames en composities van de band.

## NPO Radio 2 Top 2000
| Nummer met noteringen in de NPO Radio 2 Top 2000 | '99  | '00 | '01 | '02  | '03  | '04 | '05 | '06 | '07 | '08 | '09 | '10  | '11  | '12  | '13  | '14  | '15  |
| ------------------------------------------------ | ---- | --- | --- | ---- | ---- | --- | --- | --- | --- | --- | --- | ---- | ---- | ---- | ---- | ---- | ---- |
| Time of the Season                               | 1294 | -   | 827 | 1353 | 1136 | 734 | 710 | 762 | 903 | 809 | 843 | 1135 | 1264 | 1352 | 1412 | 1442 | 1981 |

1. ↑  Een '-' betekent dat het nummer niet was genoteerd en een vetgedrukt getal geeft de hoogste notering aan.
2. ↑  Deze tabel is bijgewerkt tot en met de meest recente editie (2024).